# Marco Metilio
Marco Metilio (Roma, ... – ...; fl. V secolo a.C.) è stato un politico romano.

## Biografia
Marco Metilio divenne tribuno della plebe nel 416 a.C., nell'anno del tribunato consolare di Aulo Sempronio Atratino, Quinto Fabio Vibulano Ambusto, Spurio Nauzio Rutilo e Marco Papirio Mugillano.
(Tito Livio, Ab urbe condita libri, Libro IV, 4, 48)
Spurio, con il collega tribuno Spurio Mecilio, propose una legge per la quale la terra tolta al nemico dovesse essere divisa un tanto a testa tra i cittadini romani. La proposta non fu vota per il veto posto da altri colleghi tribuni, a ciò convinti dai Senatori.